# Гі Дебор
Гі Дебо́р (Гі Ернест Дебор, фр. Guy-Ernest Debord, 28 грудня 1931, Париж — 30 листопада 1994, Бельвю-ла-Монтань) — французький філософ, письменник, художник-авангардист, кінорежисер і громадський діяч.

## Біографія
Гі Дебор народився в Парижі 28 грудня 1931 року. Батьки — Полетта Россі й Маршаль Дебор, були дрібними буржуа, що розорилися в 1930-і. Батько помер від туберкульозу, коли Гі було 4 роки. Мати переїхала з сином у Ніццу. Під час Другої світової війни родина часто переїжджала з міста до міста. Раннє дитинство Гі провів у бабусі на віллі в Італії, відвідував ліцей в По і середню школу в Каннах. В цей час зацікавився пригодницькими романами, віршами, кінематографом. Він ріс здібним, проте замкнутим і запальним.
Після Другої світової війни вступив до ліцею Карно в Парижі, який незабаром покинув. Пізніше — до Паризького університету, де вивчав право, але незабаром покинув навчання і там, щоб стати письменником, і приєднався до леттристів. Не здобувши вищої освіти, займався самоосвітою, відкидав будь-які спроби залучити його до роботи. Значний вплив на формування світогляду Гі Дебора здійснили марксисти, сюрреалісти, дизайнери-експериментатори. Він критикував нав'язування засобів комфорту, урбанізацію, соціальну нерівність та досліджував і розвивав психогеографію. З 1950 перебував у «Леттристському Інтернаціоналі», пізніше в ліворадикальній спілці «Соціалізм або варварство». Писав статті для журналу леттристів «Потлач». Був організатором багатьох скандальних акцій, у 1952 році зірвав прес-конференцію Чарлі Чапліна з нагоди приїзду того в Європу. У 1954 одружився з письменницею Мішель Бернштейн. Наступного року мав намір здійснити демонстративне самогубство.
У 1957 році разом з дружиною і художником Асгер Йорном організував рух Ситуаціоністського Інтернаціоналу, покликаний створити «сюр-революційне» мистецтво і здійснювати «антикультурну» діяльність проти капіталізму перформансами й публікацією текстів. У 1967 написав книгу «Суспільство спектаклю», де критикував післявоєнні капіталізм і споживацтво. Був учасником травневих бунтів 1968 у Парижі. З 1971 співпрацював з видавцем Жераром Лебовічі, що став його меценатом, знімав авангардистські кінофільми. У 1972 році Гі Дебор розпустив Ситуаціоністський Інтернаціонал, який до того часу занепав. У цьому ж році він розлучився та одружився вдруге на літературознавці та письменниці Еліс Беккер-Хо, з якою кілька років подорожував.
У 1980-90-і жив на фермі в Оверні разом з Еліс, страждав алкоголізмом. Через звинувачення в причетності до вбивства Жерара Лебовічі в 1984 заборонив показ своїх фільмів і надалі уникав публіки. В 1990-і інтерес до праць Гі Дебра значно зріс, в тому числі завдяки його «Коментарям до „Суспільства спектаклю“», що висвітлили актуальні проблеми. Через наслідки алкоголізму наприкінці життя майже не виходив з дому, пересувався з ціпком. Застрелився 30 листопада 1994 року, його прах було розвіяно над Сеною.

## Політико-філософські ідеї
Найбільшим досягненням Гі Дебора є створення концепції «суспільства спектаклю» — особливого стану стосунків у сучасному суспільстві за посередництва образів медіа. Йому притаманні пасивність переважної більшості учасників та удавані, видовищні дій, котрі стимулюють споживацтво в капіталістичному світі. Ні політики, ні кінозірки, митці чи інша еліта не є режисерами «спектаклю», вони також його учасники, лише як авторитети, котрі повідомляють інформацію, не будучи насправді тими, чиї ролі грають. «Спектакль» зумовлений структурою самого суспільства, де існує розподіл праці, а отже і влада. Одного разу виникнувши, надалі він підтримує сам себе, поглиблюючи цей розподіл породженням нових потреб. Образи медіа тепер передують реальним речам: товари з'являються після їх реклами, мода виникає через зображення в фільмах тощо. Купуючи товари, людина купує не їх самі, а знаки достатку, безпеки і т. ін., що згодом застарівають і мусять бути замінені на інші шляхом купівлі відповідних товарів — за суттю переважно таких самих. Таким чином реальні потреби замінюються ілюзорними, а постійне оновлення товарів імітує історичний прогрес. Єдиним шляхом подолати «спектакль» є доводити його частини до абсурду, що викриває ілюзії.

## Основні літературні праці
- «Спогади» (фр. Mémoires, 1958)
- «Проти кінематографу» (фр. Contre le cinema, 1964)
- «Змарніння і занепад вражаючої ринкової економіки» (фр. Le Déclin et la chute de l’économie spectaculaire marchande, 1966)
- «Точка вибуху китайської ідеології» (фр. Le Point d'explosion de l'idéologie en Chine, 1966)
- «Суспільство спектаклю» (фр. La Société du spectacle, 1967)
- «Справжній розкол інтернаціоналу» (фр. La Véritable Scission dans l'Internationale, 1972)
- «Дика архітектура» (фр. De l'architecture sauvage, 1974)
- «Коментарі до „Суспільства спектаклю“» (фр. Commentaires sur la société du spectacle, 1988)

## Фільмографія
- «Завивання до де Сада» (фр. Hurlements en faveur de Sade, 1952)
- «Про подорож кількох осіб крізь досить коротку єдність часів» (фр. Sur le passage de quelques personnes à travers une assez courte unité de temps, 1959)
- «Критика розділення» (фр. Critique de la séparation, 1961)
- «Суспільство спектаклю» (фр. La Société du spectacle, 1973)
- «Спростування всіх вироків, за чи проти, відданих фільму „Суспільство спектаклю“» (фр. Réfutation de tous les judgements, tant élogieux qu'hostiles, qui ont été jusqu'ici portés sur le film «La Société du spectacle», 1975)
- «лат. In girum imus nocte et consumimur igni»[4], 1978
- «Гі Дебор, його мистецтво і його час» (фр. Guy Debord, son art, son temps, 1994)